# Mabel Mercer
Mabel Mercer (Burton upon Trent, 3 februari 1900 – Pittsfield (Massachusetts), 20 april 1984) was een Britse varieté-zangeres en vertolkster van het Great American Songbook, die in Europa en Amerika verscheen met de groten van haar vakgebied.

## Biografie
Mabel Mercer was de dochter van de blanke danseres Gertrude Doak uit Wales en de zwarte jazzmuzikant Warren Mercer, die voor haar geboorte overleed. Ze groeide op bij haar grootouders van moederskant en begon op 14-jarige leeftijd op te treden in vaudeville-shows. Haar oom en tante, die ook in de showbusiness werkten, namen haar mee naar het toneelstuk The Five Romanies, waarin ze als zigeuners verschenen. Aan het begin van de Eerste Wereldoorlog reisde ze met een vriend door Europa. In 1926 verscheen ze in de revue Lew Leslie's Blackbirds in Londen. In 1928 was ze lid van het zwarte koor in de Londense productie van de musical Show Boat. In de jaren 1930 was ze verbonden aan het beroemde Chez Bricktop in Parijs, waar ze ook begon te zingen. Ze inspireerde onder anderen Ernest Hemingway, Gertrude Stein, F. Scott Fitzgerald en Cole Porter.
Toen de Tweede Wereldoorlog uitbrak, ging ze naar New York, waar ze in 1941 in de beste clubs van de stad verscheen, zoals de club Le Ruban Bleu in Harlem. In 1942 werkte ze zeven jaar bij Tony's Club en in 1949 in de Byline Room. In 1955, toen de nieuwe Byline Room werd geopend, had het zichzelf gevestigd in het cabaretcircuit in New York. Ze maakte ook platen, toerde door de Verenigde Staten en verscheen op televisie. Eind jaren 1960 gaf ze twee legendarische concerten met Bobby Short in New York, die beide op plaat werden uitgebracht: Mabel Mercer & Bobby Short at Town Hall (1968) en Mabel Mercer & Bobby Short Second Town Hall Concert (1969). Aan het eind van de jaren 1960, met de komst van disco en het einde van de nachtclubs, verbleekte de ster van Mabel Mercer. Ze trad nog steeds af en toe op in Cafe Carlyle en de Downstairs in the Upstairs. Ze kocht een boerderij in de buurt van New York met een loterijwinst en trok zich grotendeels terug uit de showbusiness. In 1971 gaf ze na 41 jaar haar eerste concerten in haar thuisland Engeland. Vanaf 1970 was Jimmy Lyon haar begeleider op de piano. In 1978 trad ze op voor een uitverkocht huis in San Francisco ter gelegenheid van haar 78e verjaardag.
Mabel Mercer wordt beschouwd als een van de grote vertolkers van hedendaagse populaire liederen. Ze wijdde zich in het bijzonder aan het werk van Cole Porter, Bart Howard en Alec Wilder, met wie ze bevriend was. Tot haar bekendste nummers uit het Great American Songbook behoren titels als While We're Young, Ev'ry Time We Say Goodbye, Some Other Time en Blame It on My Youth, die later ook jazzstandards werden. Toch wordt Mercer niet als een echte jazzzangeres beschouwd, ook al heeft ze af en toe opgetreden met jazzmuzikanten, zoals het Eddie South-orkest. Een van haar bewonderaars was Frank Sinatra, die haar omschreef als zijn artistieke voorbeeld.

## Onderscheidingen
Voor haar levenswerk ontving Mabel Mercer de eerste Award for Merit van Stereo Review Magazine. Deze onderscheiding werd in 1984 omgedoopt tot Mabel Mercer Award. In 1981 werd An American Cabaret gehouden ter ere van het Whitney Museum of American Art in New York. In 1983 ontving Mercer de Presidential Medal of Freedom, de hoogste burgerlijke onderscheiding in de Verenigde Staten, uit handen van president Ronald Reagan in het Witte Huis. Ze ontving ook twee eredoctoraten, van het Berklee College of Music en van het New England Conservatory of Music. In 1985 werd de Mabel Mercer Foundation opgericht met als doel de nagedachtenis van Mabel Mercer en ondersteunende artiesten te behouden.

## Overlijden
Mabel Mercer overleed in april 1984 op 84-jarige leeftijd.